# Revolución, Tabasco
Revolución är en ort i Mexiko.   Den ligger i kommunen Centla och delstaten Tabasco, i den sydöstra delen av landet, 700 km öster om huvudstaden Mexico City. Antalet invånare är 308.
Terrängen runt Revolución är mycket platt. Runt Revolución är det ganska glesbefolkat, med 32 invånare per kvadratkilometer. Närmaste större samhälle är Frontera, 4,0 km norr om Revolución. Trakten runt Revolución består huvudsakligen av våtmarker.